# Yaoshania pachychilus
Cá panda hay cá gấu trúc (Danh pháp khoa học: Yaoshania pachychilus tên đồng nghĩa Protomyzon pachychilus) là loài cá trong họ Gastromyzontidae) phân bố ở Trung Quốc, chúng là loài cá có kích thước bé nhỏ nhưng dễ thương và hiền lành, đồng thời là loài cá được ưu chuộng nuôi trong bể thủy sinh. Cá panda đang bị giảm sút về số lượng vì tình trạnh phá rừng cũng như ô nhiếm nguồn nước ngày càng tăng khi mà người dân dùng chất độc, lưới điện để đánh bắt cá ngày càng tăng. Cá panda được đánh bắt ở thượng nguồn những con suối,thác nước nên chúng cần có nhu cầu oxi cao, nước dao động mạnh, và mực nước thấp sẽ thích hợp hơn với chúng hơn vì chúng thường bơi và kiếm ăn ở tầng đáy.